# Rubén Albés
Rubén Albés Yáñez (Vigo, Pontevedra, 24 de febrero de 1985) es un entrenador de fútbol español. Actualmente se encuentra sin equipo. Es licenciado en Ciencias de la Actividad Física y del Deporte por la Universidad de Vigo (2007).

## Trayectoria
Como futbolista jugó en el Club Rápido de Bouzas, Pontevedra Club de Fútbol "B" y el Céltiga Fútbol Club. Como entrenador se hace cargo del equipo sub-15 del Valencia C.F. en 2009 y en 2010 pasa a entrenar al Burjassot C. F., siendo el entrenador más joven de las categorías nacionales de España. En 2012 pasó a ser ayudante de Benito Floro en el Wydad de Casablanca de Marruecos. Tras su vuelta a España volvió a ser primer técnico, esta vez con el Novelda C. F.. En la temporada 2014-15 dirigió al C. D. Eldense en dos etapas, una a principio y otra a final de temporada, en un año convulso en el club eldense, donde finalmente consiguió salvar al equipo la categoría de Segunda B.
El 29 de junio de 2015 fichó por el filial del Real Valladolid. Tras los malos resultados del primer equipo, el 21 de octubre de 2015 se decidió destituir al entrenador del primer equipo, Gaizka Garitano, en su lugar llegó Miguel Ángel Portugal y Rubén Albés pasó a ser el segundo entrenador dejando el filial. El 6 de junio se confirmó que volvería a tomar las riendas del Real Valladolid "B" para la temporada 2016-17.
En 2017, se marchó para ser entrenador del Celta "B", con el que jugaría la primera temporada los play-offs de ascenso a Segunda División, siendo eliminado en semifinales por el F. C. Cartagena. En la siguiente temporada, la 2018-19, lograría la permanencia a última hora en el play out frente al C. D. Alcoyano. 
En junio de 2019, se incorporó al UCAM Murcia para dirigir al club pimentonero durante la temporada 2019-20. En octubre de 2019, fue destituido al sumar tan solo una victoria en siete partidos con una plantilla llamada a pelear por la parte alta de la clasificación.
En junio de 2020, se convirtió en entrenador del F. C. Hermannstadt de la Liga I, convirtiéndose en el entrenador más joven en dirigir en la Primera División rumana.
El 20 de abril de 2021 sustituyó a Luis César Sampedro en el banquillo del C. D. Lugo, siendo el cuarto entrenador de la temporada. El técnico de Vigo recaló en el Estadio Ángel Carro a falta de 7 jornadas para acabar la Liga y tras un inicio dubitativo, el equipo gallego logró 10 puntos de 12 posibles que le dieron la permanencia y permitieron al míster gallego seguir en el club la temporada siguiente.
En la temporada 2021-22, conseguiría la salvación del C. D. Lugo con 3 jornadas de antelación y batiendo el récord de jornadas sin perder de la entidad en Segunda. Al término de la temporada no continuaría en el banquillo del conjunto gallego.
El 27 de junio de 2022, fichó por el Albacete Balompié de la Segunda División de España, club recién ascendido, por una temporada. En diciembre, renovó con el club hasta 2025, antes de concluir la temporada en la 6.ª posición de la tabla y clasificar a los playoff de ascenso a Primera División de España, donde fueron eliminados por el Levante U. D. Gracias al gran juego que el Albacete Balompié daba, el número de abonados en la temporada ascendió hasta 12.000, sin embargo, el 26 de marzo de 2024, fue despedido tras sumar tan solo 7 puntos de los últimos 33 en juego, dejando al equipo como 19.º clasificado.
En junio de 2024, firmó con el Real Sporting de Gijón, de la Segunda División de España.Fue despedido el 6 de abril de 2025 tras acumular 17 partidos con una sola victoria.

## Clubes
| Club                           | País      | Año       |
| ------------------------------ | --------- | --------- |
| Burjassot C. F.                | España    | 2010      |
| Wydad de Casablanca (ayudante) | Marruecos | 2012      |
| Novelda C. F.                  | España    | 2013-2014 |
| Club Deportivo Eldense         | España    | 2014-2015 |
| Real Valladolid "B"            | España    | 2015      |
| Real Valladolid (ayudante)     | España    | 2015-2016 |
| Real Valladolid "B"            | España    | 2016-2017 |
| R. C. Celta "B"                | España    | 2017-2019 |
| UCAM Murcia                    | España    | 2019      |
| F. C. Hermannstadt             | Rumania   | 2020-2021 |
| Club Deportivo Lugo            | España    | 2021-2022 |
| Albacete Balompié              | España    | 2022-2024 |
| Real Sporting de Gijón         | España    | 2024-2025 |

## Premios
Recibió el Trofeo Miguel Muñoz en 2023.